# Мануил Анема
Мануил Анема (на гръцки: Μανουήλ Ἀνεμᾶς; * 1099; † сл. 1146/47 или 1148) от рода Анема е византийски аристократ и военен командир, панхиперпротосевастипертат на Византийската империя по времето на управлението на Йоан II Комнин и Мануил I Комнин.
Мануил Анема се жени за принцеса Теодора Комнина (* 1116; † 12 май 1157), третата дъщеря на византийския император Йоан II Комнин (1087 – 1143) и Ирина (1088 – 1134), дъщеря на Ласло I, крал на Унгария (1077 – 1095). Теодора е сестра на императорите Алексий Комнин (1106 – 1142) и Мануил I Комнин (1118 – 1180).
Мануил Анема умира през 1148 г. Визанийският писател Теодор Продром († ок. 1165/70) пише за него, че е велик генерал. Като вдовица Теодора Комнина става монахиня.

## Деца
Мануил Анема и принцеса Теодора Комнина имат три деца:
- Алексий Комнин Анема (* ок.  1131 или ок. 1133/35; † 1155/57), женен за Анна Комнина Дукина, внучка на Исак Комнин и племенница на император Алексий I Комнин
- дъщеря – Комнина Анема (вер. Мария, * ок. 1133), омъжена за Йоан Ангел, пансебастос себастос 1157/66, син на Михаил Ангел и племенник на Константин Ангел († 1166)
- дъщеря – Комнина Анема, вероятно майка на Теодора Комнина († сл. 1186), сгодена сл. септември 1185 г. за унгарския крал Бела III (* 1149; † 23 април 1196)

Баща е вероятно и на:
- дъщеря – (вер. Ирина, * ок. 1132), омъжена за Андроник Лапард († 1183/1184)
- Евдокия (* ок.  1142), омъжена за Теодор Стипиот (* ок.  1110/1120), който става шеф-министър на Мануил I Комнин